# 大阪シーリング印刷
大阪シーリング印刷株式会社（おおさかシーリングいんさつ、英称:OSAKA SEALING PRINTING Co.,Ltd.）は、大阪府大阪市天王寺区に本社を置く、各種製品のラベルやパッケージングフィルムの開発・製造・販売をおこなう企業である。なお、創業は1927年（昭和2年）である。

## 会社概要
日本国内から世界各国まで、多彩に流通する各製品のラベルやフィルム製品、パッケージの企画から製造、販売までをおこなう。一般的なサーマルラベルやアラカルトラベルから、野菜等の包装に使用される製袋品、RFIDによる特殊タグまで、製造品目は多岐に渡ると共に、原紙製造をはじめ、デザインから印刷までを自社で請け負う一貫した生産システムにより、多種多様なラベル製品を開発している。
ラベルにおけるシェアは国内首位に位置し、シール業界の中では先駆企業の中の一社でもある。
近年では多品種、少量生産化の流れを受け、凸版印刷を主とし、時代のニーズに対応した少量生産向けのシステムを開発する他、またラベルの製造のみならず、自社でラベルを自動で製品に貼りつけるラベリングシステムなども開発している。
2006年には中国蘇州市に「大阪希琳閣印刷（蘇州）有限公司」を設立。2008年には、蘇州工場を竣工し操業を開始する。

## 不祥事

### 下請法違反
2022年4月から2023年10月にかけて、36の下請け事業者に対し、食品容器などのラベルのデザインに問題がなかったにもかかわらず、顧客の食品メーカー側からやり直しの依頼があったことを理由に計2万4600回にわたり無償で修正などをさせていたことが発覚した。
公取委は一連の行為が下請法で禁じる「不当なやり直し」に当たると判断。同社は下請け側との間で、やり直しが発生した場合は無償とする内容の契約を結んでいたという。
正当な理由なく下請け事業者側に無償でやり直しを命じることは、下請法第４条第２項第４号の規定（不当なやり直し）に違反するとして、公正取引委員会は2024年6月19日、大阪シーリング印刷社に対して再発防止を求める勧告（「不当なやり直し」の禁止に違反したとする勧告は全国で初の事例）を行った。